# Liberty (Texas)
Liberty é uma cidade localizada no estado norte-americano do Texas, no Condado de Liberty.

## Demografia
Segundo o censo norte-americano de 2000, a sua população era de 8033 habitantes.
Em 2006, foi estimada uma população de 8443, um aumento de 410 (5.1%).

## Geografia
De acordo com o United States Census Bureau tem uma área de
91,7 km², dos quais 90,8 km² cobertos por terra e 0,9 km² cobertos por água. Liberty localiza-se a aproximadamente 11 m acima do nível do mar.

## Localidades na vizinhança
O diagrama seguinte representa as localidades num raio de 12 km ao redor de Liberty.